# القاهر (أسماء الله الحسنى)
القاهر من أسماء الله الحسني ومعناه:
- الذي قهر عباده بما خلقهم عليه من المرض والموت والفقر والذل، فلا يستطيع أحد رد تدبيره والخروج عن تقديره.[1]
- القاهر بقدرته ،الغالب بعزته لكل شيء، وهو الذي قهر الخلق على ما أراد.[2]

## في القرآن الكريم
ورد اسم الله القاهر في الكتاب مرتين فقال :﴿وَهُوَ الْقَاهِرُ فَوْقَ عِبَادِهِ وَهُوَ الْحَكِيمُ الْخَبِيرُ ۝١٨﴾  ،وقال:﴿وَهُوَ الْقَاهِرُ فَوْقَ عِبَادِهِ وَيُرْسِلُ عَلَيْكُمْ حَفَظَةً حَتَّى إِذَا جَاءَ أَحَدَكُمُ الْمَوْتُ تَوَفَّتْهُ رُسُلُنَا وَهُمْ لَا يُفَرِّطُونَ ۝٦١﴾  ،بينما ورد اسم الله القهار ست مرات في القرآن الكريم.

## أقوال العلماء في اسم الله القاهر
- يقول ابن كثير في تفسير قوله تعالي وهو الْقَاهِرُ فَوْقَ عِبَادِهِ:«هوالذي خضعت له الرقاب وذلت له الجبابرة وعنت له الوجوه وقهر كل شيء دانت له الخلائق وتواضعت لعظمة جلاله وكبريائه وعظمته وعلوه وقدرته على الأشياء واستكانت وتضائلت بين يديه وتحت قهره وحكمه ما يكون هو».
- قال ابن جرير: «القاهر المذلل المستعبد خلقه العالي عليهم».[5]